# Olivia Rodrigo
Olivia Isabel Rodrigo (Murrieta, California, 20 de febrero de 2003) es una cantante, compositora, productora y actriz estadounidense. Obtuvo reconocimiento a finales de la década de 2010 con sus papeles principales en los programas de televisión Bizaardvark y High School Musical: el musical: la serie. Después de firmar con Geffen e Interscope Records en 2021, Rodrigo lanzó su sencillo debut «Drivers License», que rompió varios récords y se convirtió en una de las baladas en inglés más vendidas de 2021, impulsándola a la fama mundial. Siguió ese año con los sencillos «Deja Vu» y «Good 4 U». Luego, Olivia Rodrigo lanzó su álbum de estudio debut en solitario, Sour (2021), que recibió un amplio reconocimiento de la crítica y éxito comercial, ganando diversos premios, incluidos tres Premios Grammy. Al año siguiente, Disney+ lanzó el documental Olivia Rodrigo: Driving Home 2 U, que narra el proceso creativo de Olivia Rodrigo con Sour.
Olivia Rodrigo ha logrado tres sencillos número uno en Billboard Hot 100 y dos álbum número uno en Billboard 200, así como cinco certificaciones multiplatino de la Recording Industry Association of America (RIAA). Además de otros reconocimientos, ha ganado un premio American Music, siete premios Billboard Music, cuatro premios MTV Video Music y tres premios Grammy. En el año 2021, la revista Time la nombró artista del año y Billboard la nombró mujer del año en 2022. Fue galardonada como la "Compositora del año" por la Asociación Estadounidense de Compositores, Autores y Editores en 2022 y 2024.
En 2023 estrenó «Vampire», como sencillo líder de su segundo álbum de estudio, «Guts», logrando ser su tercer éxito número uno en Estados Unidos, además de estar la cima en varias listas tras su lanzamiento, entre ellos en Spotify. De ese mismo álbum también se desprendieron los sencillos «Bad Idea Right?», «Get Him Back!» y «Obsessed», logrando los tres llegar al top 15 en Estados Unidos. La última de estas canciones fue incluida en la versión deluxe del álbum, «Guts (Spilled)». 
En 2024 Olivia Rodrigo inició una gira mundial llamada "Guts World Tour", que abarcó Norteamérica, Sudamérica, Europa, Asia y Oceanía, la cual acabó en 2025.

## Biografía y carrera

### 2003-2019: Primeros años y carrera de actuación
Olivia Isabel Rodrigo nació el 20 de febrero de 2003, en el Rancho Springs Medical Center de Murrieta, California. Es hija de Jennifer, profesora de escuela, y Chris, terapeuta familiar. Vivió y creció en el barrio de Temecula. Si bien Olivia Rodrigo es estadounidense de nacimiento, es de origen filipino por parte de su padrey estadounidense por parte de madre. Ha declarado que su bisabuelo paterno, el padre de su abuela, se mudó de Filipinas a los Estados Unidos cuando era adolescente, mientras que su abuelo era filipino y su familia sigue las tradiciones y la cocina filipina.
Olivia Rodrigo recibió clases de canto en preescolar y poco después aprendió a tocar el piano. Recibió clases de actuación a los seis años y comenzó a actuar en producciones teatrales en primaria. Tocaba la guitarra a los 12 años. Creció escuchando la música rock alternativa favorita de sus padres, como las bandas No Doubt, Pearl Jam, White Stripes y Green Day. Rodrigo se interesó en componer canciones después de escuchar música country, especialmente de la cantautora estadounidense Taylor Swift. Se mudó a Los Ángeles después de conseguir su papel en Bizaardvark.
Rodrigo apareció por primera vez en pantalla en un comercial de Old Navy. Poco después, en 2015, a los doce años, hizo su debut actoral interpretando el papel principal de Grace Thomas en la película directa a video An American Girl: Grace Stirs Up Success. En 2016, Rodrigo recibió reconocimiento por interpretar a Paige Olvera, guitarrista de la serie de Disney Channel Bizaardvark, un papel que interpretó durante tres temporadas.
En febrero de 2019, obtuvo el papel protagonista de Nini Salazar-Roberts en la serie de Disney+ High School Musical: el musical: la serie, que se estrenó en noviembre de ese año. Rodrigo fue elogiada por su actuación, y Joel Keller de Decider la describió como «especialmente magnética». En 2022, dejó el programa al final de su tercera temporada para concentrarse en su carrera musical.

### 2020-2022: Éxito musical ySOUR

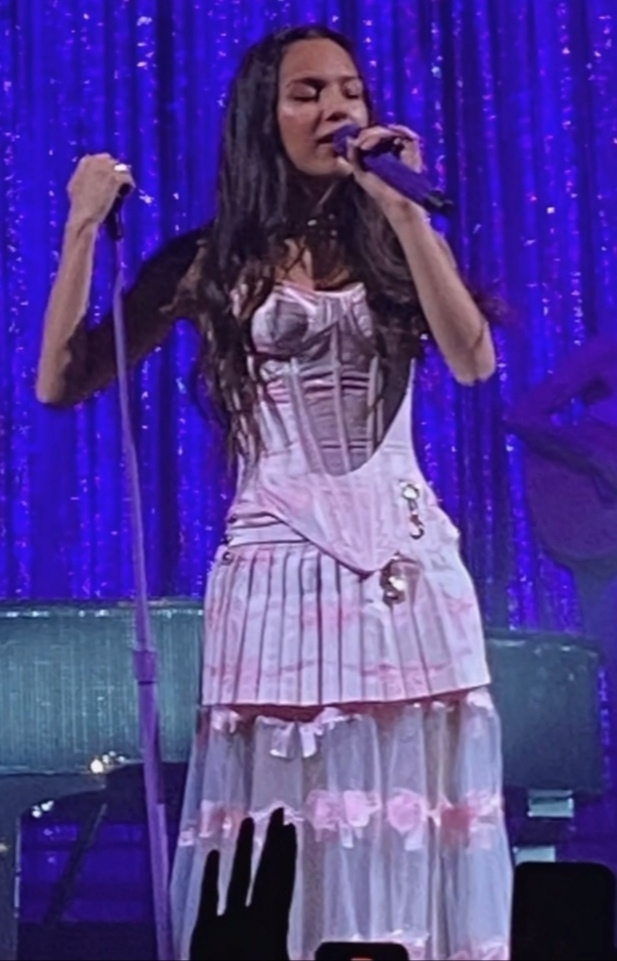
Rodrigo durante el Sour Tour en 2022.

Rodrigo firmó con Interscope Records y Geffen Records en 2020. Negoció el contrato discográfico para asegurarse la propiedad de los másteres de su música. El 8 de enero de 2021, lanzó su sencillo debut, «Drivers License», que coescribió con el productor Dan Nigro. A la semana de su lanzamiento, «Drivers License» fue aclamada por la crítica, y rompió el récord de Spotify dos veces por la mayor cantidad de reproducciones diarias de una canción no navideña con más de 15,7 millones en todo el mundo de reproducciones el 11 de enero y más de 17 millones de reproducciones globales el día siguiente. Continuó rompiendo otro récord de Spotify por la primera canción en la historia en llegar a 80 millones de reproducciones en 7 días. La canción debutó en el número uno en Billboard Hot 100, y alcanzó el número uno en muchos otros países. Rodrigo declaró en una entrevista que «ha sido la semana más loca de mi vida [...] Toda mi vida cambió en un instante».

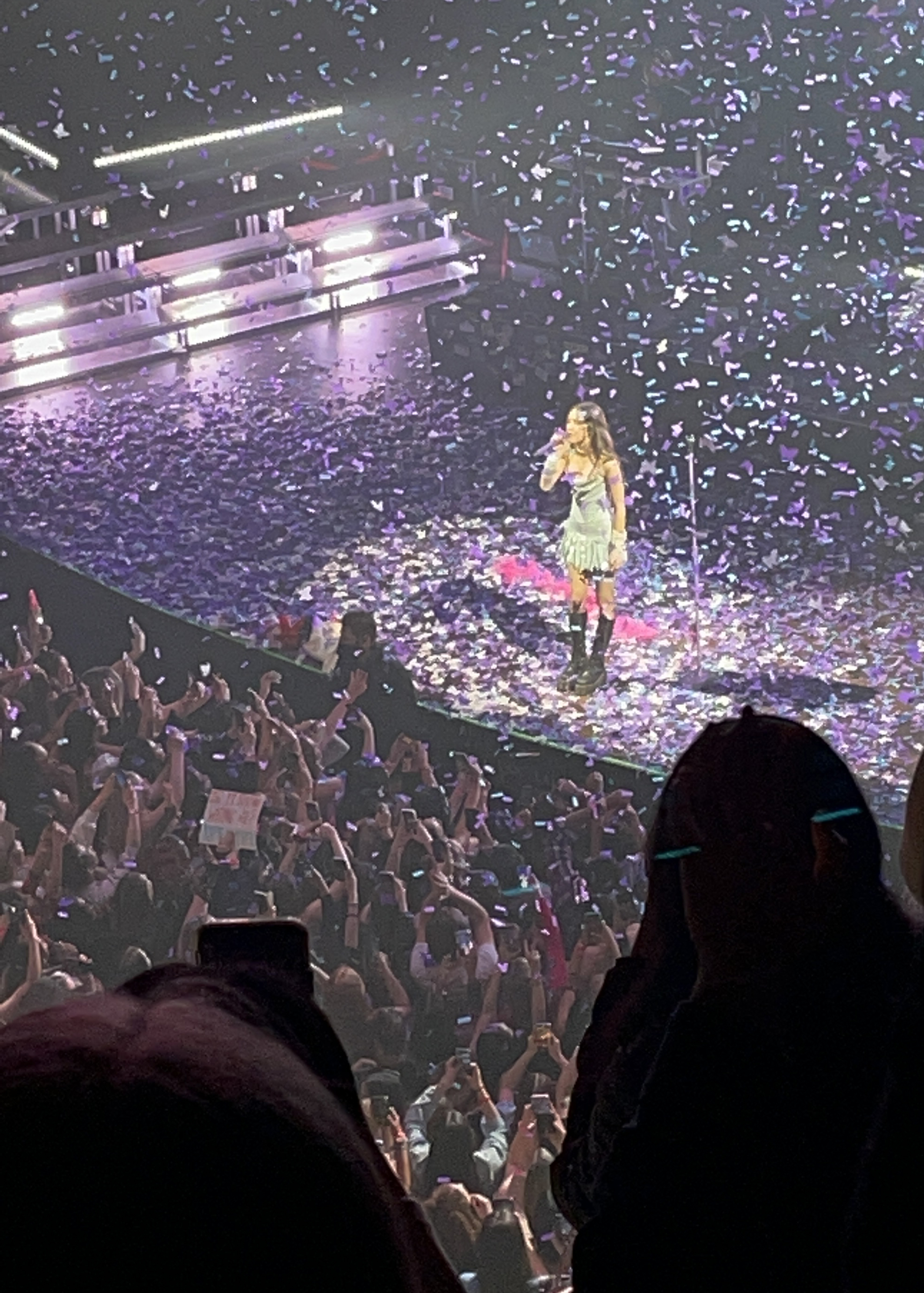
Rodrigo en Massey Hall, Toronto, el 29 de abril de 2022.

El 1 de abril de 2021, Rodrigo lanzó su siguiente sencillo, «Deja Vu», que debutó en el número ocho en el Billboard Hot 100, que la convirtió en la primera artista en debutar sus dos primeros lanzamientos en el top 10 de la lista Hot 100. El tercer sencillo que precedió a su álbum debut, «Good 4 U», siguió el 14 de mayo de 2021 y se convirtió en su segundo sencillo en debutar en el número uno en el Hot 100. Sour, su álbum de estudio debut, fue lanzado el 21 de mayo de 2021 con gran éxito de crítica. Charlie Gunn de The Forty-Five lo llamó «el mejor álbum sobre la mayoría de edad desde los primeros Taylor Swift o Lorde». Chris Molanphy de Slate dijo que sus primeros tres sencillos por sí solos establecieron el «estado inicial de Rodrigo como la nueva artista más versátil de la Generación Z». Según el crítico de Clash, Robin Murray, Rodrigo es considerado una de las mejores artistas de la Generación Z, mientras que Variety la apodó «la voz de su generación» en su artículo de portada de Rodrigo. Sour debutó en el número uno en la lista Billboard 200 y pasó un total de cinco semanas en el lugar, lo que lo convirtió en el álbum número uno más antiguo de una artista femenina en 2021.
En junio de 2021, Rodrigo estrenó Sour Prom, una película de concierto con tema de graduación en YouTube. El 6 de diciembre de 2021, Rodrigo anunció una gira mundial, que incluye paradas en los Estados Unidos, Canadá y Europa. Tres días después, Time la nombró Artista del año. En una publicación de Instagram del 24 de diciembre de 2021, Rodrigo subió un fragmento de una canción navideña llamada "The Bells" que escribió y grabó a los cinco años. Según Billboard, Rodrigo cerró el 2021 como la artista de sencillos más vendida a nivel mundial, con ocho canciones en la lista Global 200 de fin de año, que incluye «Drivers License» en el número cuatro; «Good 4 U» en el número nueve y «Deja Vu» en el número 27. En los Estados Unidos y el Reino Unido, Sour fue, respectivamente, el tercer y cuarto álbum más vendido de 2021. Sour y «Drivers License» también fueron, respectivamente, el álbum y la canción más reproducidos de Spotify a nivel mundial. La Federación Internacional de la Industria Fonográfica (IFPI) clasificó a Rodrigo como la décima artista más vendida de 2021 y Sour como el segundo álbum más vendido de 2021.
El 17 de febrero de 2022, Rodrigo anunció y lanzó el tráiler de su película documental de Disney+ Olivia Rodrigo: Driving Home 2 U, que se estrenó el 25 de marzo de 2022. Rodrigo recibió siete nominaciones en la 64.ª edición de los Premios Grammy, incluyendo mejor artista nuevo, álbum del año por Sour, grabación del año y canción del año por «Drivers License». Ganó los premios a mejor artista nuevo, mejor álbum vocal de pop por Sour y mejor interpretación pop solista por «Drivers License».
En 2022, cuando Rodrigo estaba en el proceso de elaboración de su próximo álbum asistió una clase de poesía en la Universidad del Sur de California, y al finalizar terminó reutilizando una de las piezas de su tarea en la canción "Lacy", la cual formó parte del álbum Guts. 

### 2023-presente:Guts

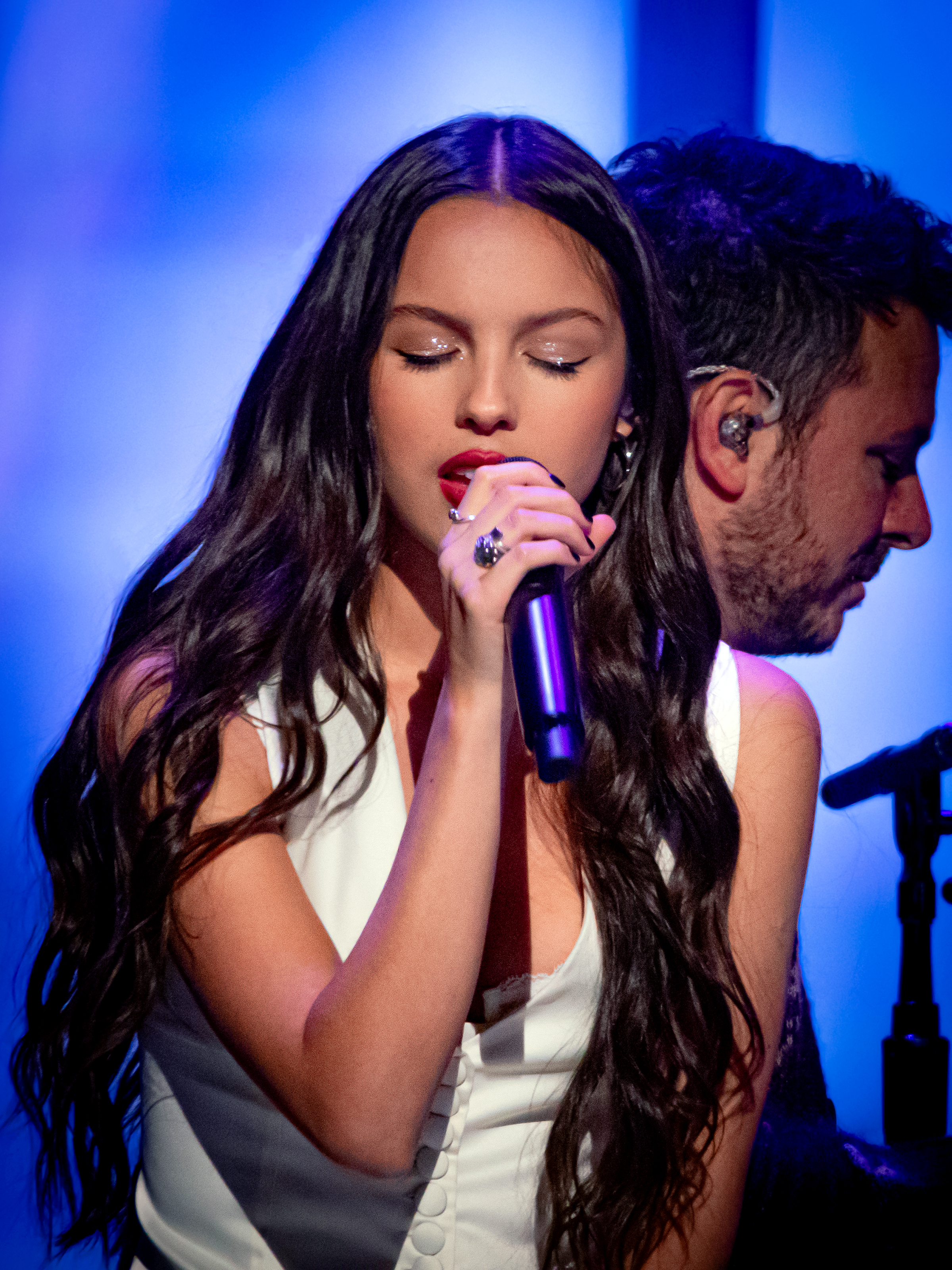
Rodrigo en el teatro del Ace Hotel Los Angeles el 9 de octubre de 2023.

El 16 de agosto de 2023, Rodrigo se convirtió en la artista más joven en recibir el BRIT Billion Award por el logro de conseguir más de un millón de streams digitales en el Reino Unido. Fue la artista número 19 en ser galardonada con dicho reconocimiento.
«Guts», el segundo álbum de Rodrigo, fue lanzado el 8 de septiembre de 2023, y debutó en la cima del Billboard 200. Rodrigo mencionó que el álbum trataba sobre los "dolores de crecimiento" y el autodescubrimiento. Al entrar en el ciclo del álbum, sintió que había crecido "diez años" entre los 18 y los 20 años. Guts recibió aclamación por parte de la crítica, y luego fue declarado por BBC News como el álbum más aclamado por la crítica de 2023.
El 30 de junio de 2023 lanzó su sencillo «Vampire», que debutó en el número uno en el Billboard Hot 100, convirtiéndose en el tercer número uno de Rodrigo, junto a «Drivers License» y «Good 4 U», convirtiéndola en la primera artista en debutar los sencillos principales de dos álbumes que abrieron su carrera en el número 1 del Billboard Hot 100. 

Sirvió como el primer sencillo de su álbum GUTS.

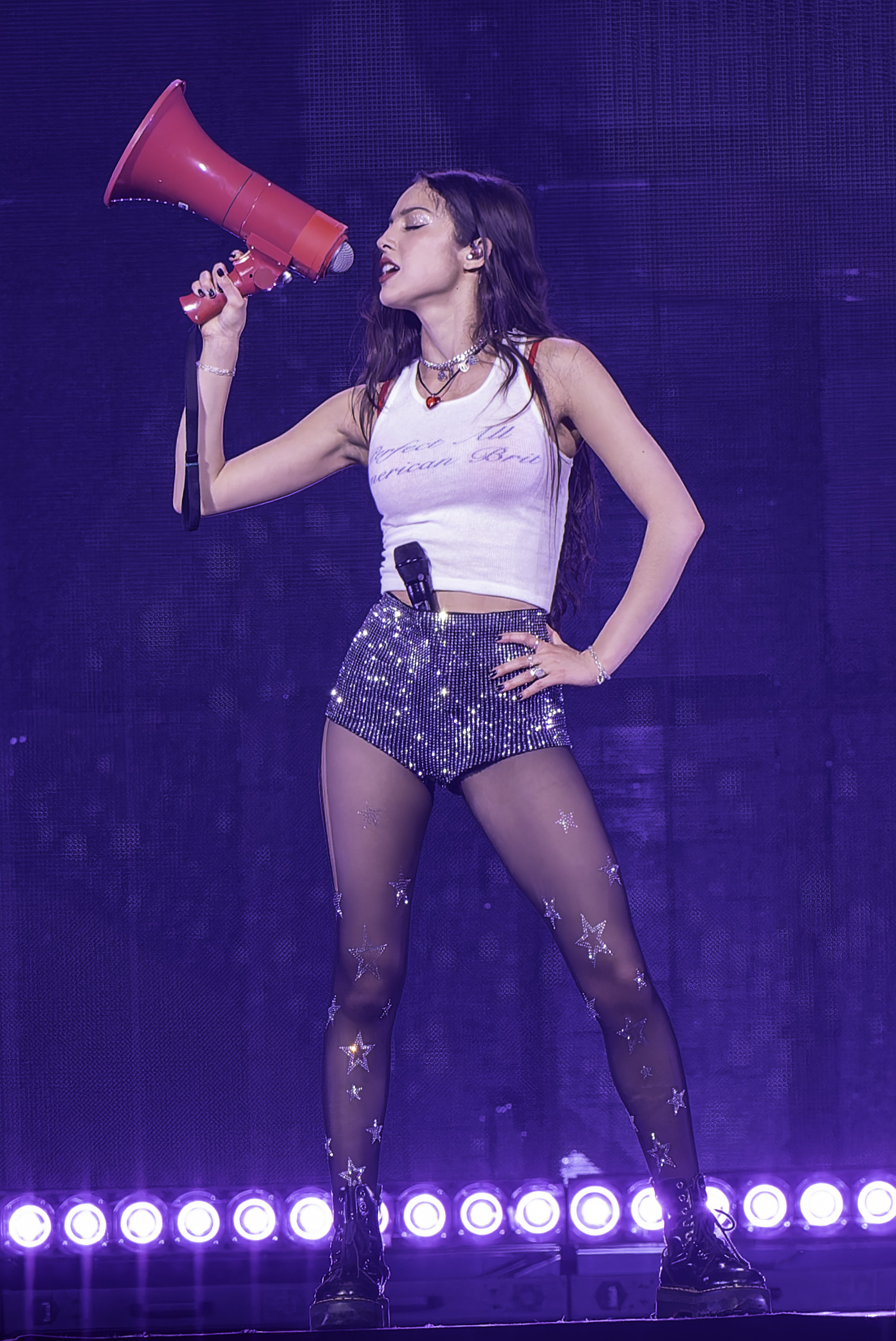
Rodrigo durante una de sus presentaciones del Guts World Tour.

«Bad Idea Right?» fue lanzado el 11 de agosto del mismo año como segundo sencillo del álbum, alcanzando el top 10 en Estados Unidos y Reino Unido. El 15 de septiembre «Get Him Back!» fue lanzada como tercer sencillo del álbum, siendo top 10 en Estados Unidos y Reino Unido.
El 9 de octubre, Rodrigo interpretó en un exclusivo concierto en colaboración con American Express en el Ace Hotel Los Angeles canciones de Guts, todos los ingresos de las ventas fueron destinadas a su organización sin fines de lucro Fund 4 Good. El 18 del mismo mes, Rodrigo anunció que las 4 canciones secretas lanzadas en ediciones de vinil de Guts serían relanzadas en un EP edición limitada de vinil para conmemorar el Record Store Day (RSD) del viernes negro. El EP Guts: The Secret Tracks se clasificó como uno de los vendidos durante el Record Store Day.
El 3 de noviembre, Rodrigo lanzó la canción «Can't Catch Me Now» para Los juegos del hambre: balada de pájaros cantores y serpientes. La canción ganó en la decimotercera edición de los premios a la música de Hollywood de medios de comunicación por mejor canción original en un filme de ciencia ficción, fantasía u horror.
Para promocionar Guts, Rodrigo se embarcó en su segunda gira mundial llamada el Guts World Tour, de febrero a octubre de 2024 por Norteamérica, Europa, Asia y Oceanía. El 20 de marzo de 2024, Rodrigo anuncio la versión deluxe de Guts con 5 canciones adicionales, incluyendo 4 de las canciones de sus variantes de vinil, fue lanzado el 22 del mismo mes bajo el nombre de Guts (Spilled) y la canción «Obsessed» como cuarto sencillo del álbum.El 13 de abril, realizó una participación especial en la presentación de No Doubt en Coachella, en donde interpretó junto a ellos su canción "Bathwater".
El 2 de octubre, Rodrigo anunció el lanzamiento de la película del concierto del «Guts World Tour» titulada «Olivia Rodrigo: GUTS World Tour», fue filmada durante sus presentaciones el 20 y 21 de agosto de 2024 en el Intuit Dome, estrenada el 29 de octubre del mismo año en Netflix. Fue anunciada como la artista principal del espectáculo "BST Hyde Park Show 2025", que se llevó a cabo el 27 de junio de 2025, con el apoyo de The Last Dinner Party y Girl in Red. Es la actuación principal más importante de Rodrigo en el Reino Unido hasta el momento en su carrera. Su concierto incluyó la aparición especial de Robert Smith, con quien Rodrigo cantó dos canciones de The Cure, "Just Like Heaven" y "Friday I'm in Love".

## Arte

### Influencias
Rodrigo cita a Taylor Swift y Lorde como sus inspiraciones musicales. Asimismo, se autoproclamó la mayor fanática de Swift «en todo el mundo». Rodrigo también expresó admiración por el miembro de la banda The White Stripes, Jack White, llamándolo su "héroe de todos los héroes". Sus otras influencias incluyen a Alanis Morissette, Kacey Musgraves, Fiona Apple, St. Vincent, Cardi B, Gwen Stefani y Avril Lavigne.

### Composición y voz
El tipo de voz de Rodrigo se identifica como soprano. Los medios la han descrito como una artista pop, interpretando musicalmente los estilos pop rock, teen pop, e indie pop, Rodrigo ha declarado que quiere ser compositora y no «la estrella pop más grande que jamás haya existido». Reveló que eligió firmar con Interscope/Geffen Records porque su CEO elogió su composición, no su «calidad de estrella potencial». La periodista musical Laura Snapes denominó a Rodrigo una «abanderada» de una nueva ola de compositores que se inclinan por las baladas poderosas «que son tan emotivas como siempre, pero proyectan esa emoción hacia adentro, cambiando la grandilocuencia por el silencio», y describió su estilo musical como arraigado en la angustia, la salud mental y la tristeza, sin ser melodramática, expresando perspectivas más realistas que resilientes.

## Otras actividades

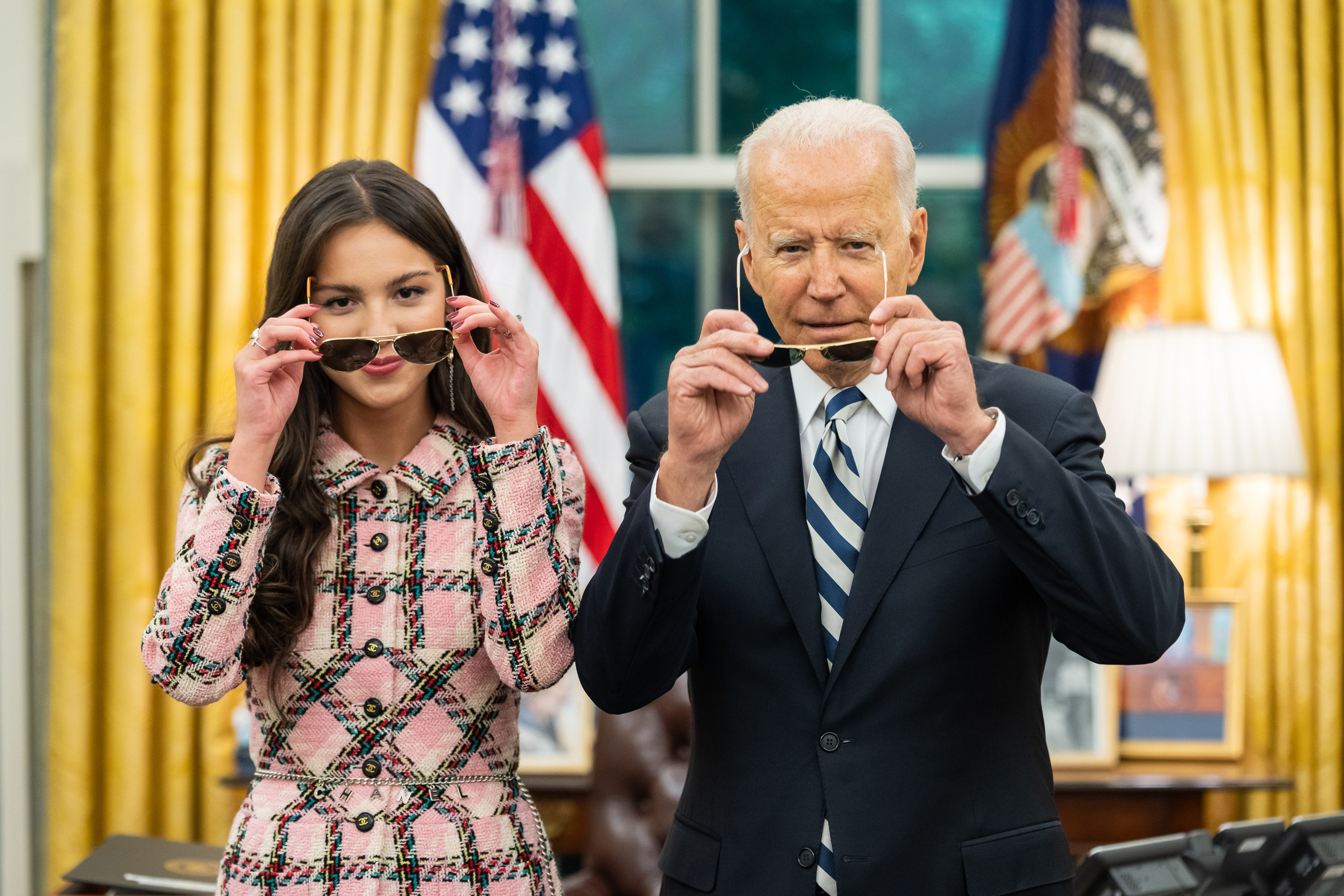
Rodrigo posando con el presidente de los Estados Unidos, Joe Biden, como parte de una campaña que promueve las vacunas contra la COVID-19 entre los jóvenes.

En abril de 2022, Rodrigo se convirtió en la primera socia famosa de la marca de belleza de consumo Glossier.
El 13 de julio de 2021, Rodrigo participó en un esfuerzo de la Casa Blanca para promover las vacunas contra el COVID-19 entre los jóvenes de los Estados Unidos. Se reunió con el presidente Joe Biden, la vicepresidenta Kamala Harris y el asesor médico jefe Anthony Fauci para analizar sus esfuerzos. CNN informó que Rodrigo grabaría videos sobre la importancia de que los jóvenes se vacunen, incluso respondiendo preguntas de los jóvenes sobre la vacunación.

### Filantropía y activismo
Rodrigo y la actriz Madison Hu se asociaron con Instagram #KindComments para alentar a sus fanáticos a difundir la bondad y fomentar la positividad en línea en octubre de 2017 hasta el 2018.
El 10 de abril de 2018, Rodrigo con Hu se unió a otros artistas para el 30 aniversario de My Friend's Place, una organización sin fines de lucro que ayuda a los jóvenes sin hogar a encontrar refugio, comida, trabajo, educación y atención médica. El evento fue organizado por Jack Black y pudo recaudar más de $740 000 para jóvenes locales sin hogar. En el mismo año, Rodrigo se convirtió en el rostro de la campaña de «She Can CTIM». Asimismo, ha sido nombrada oradora y panelista del Instituto Geena Davis sobre Género en los Medios.
En febrero de 2021, lanzó su mercancía «Spicy Pisces T-shirts» en su sitio web y todas las ganancias se destinaron a Plus1, en beneficio de She's The First, dedicada a patrocinar la educación de las mujeres. En junio de 2021, vendió su ropa, vestuario y todos los artículos de sus videos musicales en Depop y el 100 % de todas las ganancias de 'Sour Shop' se donaron a una organización benéfica. Rodrigo donó una parte de sus ventas de boletos de platino de su gira Sour Tour a Women for Women International, que apoya a las mujeres sobrevivientes de la guerra ayudándolas a reconstruir sus vidas después de la devastación. En diciembre de 2021, se unió a Katy Perry, Kelly Clarkson, Billy Porter y más en Musicians on Call en el segundo concierto virtual anual «Hope for the Holidays» para traer alegría navideña con actuaciones edificantes y mensajes de esperanza a los pacientes del hospital a través de un concierto virtual.
En respuesta a la anulación de 2022 del fallo de la Corte Suprema de EE. UU. Roe v. Wade, Rodrigo interpretó «Fuck You» con la cantante británica Lily Allen en el Festival de Glastonbury. Precedió a la actuación dedicándola a los jueces asociados que votaron para anular a Roe, Samuel Alito, Clarence Thomas, Neil Gorsuch, Amy Coney Barrett, Brett Kavanaugh, y dijo: «Estoy devastada y aterrorizada. Tantas mujeres y tantas niñas van a morir por esto. Quería dedicar la siguiente canción a los cinco miembros de la Corte Suprema que nos han demostrado que al final del día, realmente no les importa una mierda la libertad. La canción es para los jueces».
El 20 de noviembre de 2022, Rodrigo se unió a Billie Eilish, John Legend, Tom Holland y más con los cofundadores Eddie Vedder y Jill Vedder para la Tercera Evento anual de recaudación de fondos de Venture y ayudó a recaudar más de $ 1.3 millones en noviembre pasado y $ 6 millones durante los últimos 3 años para encontrar una cura para la epidermólisis ampollar y otras enfermedades raras. En diciembre de 2022, Rodrigo, con Chris Stapleton, Selena Gomez y otras celebridades, donaron artículos exclusivos a la 2.ª edición anual de la Fundación ASCAP que apoya los programas de educación musical y desarrollo de talentos en los Estados Unidos. En el mismo mes, Rodrigo participó en el Concierto Virtual Anual «Musicians on Call» con otros 30 artistas que llevaron actuaciones clásicas navideñas y videos de mensajes de esperanza a pacientes, familias y trabajadores de la salud en más de 5000 hospitales en todo el país.
En enero de 2023, junto con Harry Styles, Taylor Swift y J-Hope donó artículos a la MusiCares Foundation Charity Relief Auction para ayudar a los músicos que luchan con sus facturas médicas y otras necesidades financieras.
Rodrigo lanzó una fundación sin fines de lucro llamada Fund 4 Good, dirigido a apoyar a la salud reproductiva de las mujeres, en octubre de 2023. En una entrevista con People reveló que el motivo es en crean consciencia para "ciertos grupos de mujeres que están defendiendo problemas en América y demás territorios...será una reconfortante y productiva experiencia llena de esperanza". Una parte de las ganancias de la etapa estadounidense del Guts World Tour fue destinada a su fundación, y a la Red Nacional de fondos para el aborto en Estados Unidos. Condones y píldoras del plan b fueron distribuidas en el concierto de San Louis el 12 de marzo, en donde el aborto esta calificado como ilegal bajo la ley. Una parte de las ganancias en la etapa de Canadá del tour fueron destinadas a su fundación y a refugios para mujeres en Canadá. Para la etapa en Europa, Rodrigo decidió donar para Mujeres en contra de la violencia en Europa, para prevenir cualquier tipo de violencia a mujeres y sus hijos.

## Vida personal
En diciembre de 2023, Rodrigo empezó a salir con el actor británico Louis Partridge.

## Filmografía

### Películas
| Año  | Título                                   | Rol          | Notas                                      | Ref(s)          |
| ---- | ---------------------------------------- | ------------ | ------------------------------------------ | --------------- |
| 2015 | An American Girl: Grace Stirs Up Success | Grace Thomas | Película directamente para vídeo           | [ 147 ]         |
| 2021 | Sour Prom                                | Ella misma   | Película de concierto en vivo desde la web | [ 148 ]         |
| 2022 | Olivia Rodrigo: Driving Home 2 U         | Ella misma   | Documental de Sour                         | [ 149 ]         |
| 2024 | Olivia Rodrigo: GUTS World Tour          | Ella misma   | Película de concierto                      | [ 150 ] [ 151 ] |

### Televisión
| Año        | Título                                                            | Rol                               | Notas                                                                                           | Ref(s)                 |
| ---------- | ----------------------------------------------------------------- | --------------------------------- | ----------------------------------------------------------------------------------------------- | ---------------------- |
| 2016–2019  | Bizaardvark                                                       | Paige Olvera                      | Protagonista                                                                                    | [ 152 ]                |
| 2017       | New Girl                                                          | Terrinea                          | Episodio: «Young Adult»                                                                         | [ 153 ]                |
| 2019–2022  | High School Musical: el musical: la serie                         | Nini Salazar-Roberts              | Protagonista (temporadas 1–2), invitada especial (temporada 3)                                  | [ 24 ] [ 154 ] [ 155 ] |
| 2019       | High School Musical: el musical: la serie: el especial            | Ella misma / Nini Salazar-Roberts | Documental especial de Disney+                                                                  |                        |
| 2020       | The Disney Family Singalong                                       | Ella misma                        | Especial de televisión                                                                          |                        |
| 2020       | High School Musical: el musical: la serie: El especial de Navidad | Ella misma / Nini Salazar-Roberts | Especial de Navidad de Disney+                                                                  |                        |
| 2021, 2023 | Saturday Night Live                                               | Ella misma                        | Invitada musical; episodios: «Keegan-Michael Key/Olivia Rodrigo» y «Adam Driver/Olivia Rodrigo» | [ 156 ]                |

## Discografía
- 2021: Sour
- 2023: Guts

## Giras musicales
- Sour Tour (2022)
- Guts World Tour (2024)

## Premios y nominaciones
Por su trabajo en la música, Rodrigo tiene varios reconocimientos, incluidos tres premios Grammy, siete premios Billboard Music, cuatro premios MTV Video Music, cuatro premios iHeartRadio Music,dos premios People's Choice, un premio American Music, un premio Brit, un premio Juno, dos premios Los 40 Music Awards.
Rodrigo fue incluida en la edición 2021 de la lista 100 Next de la revista Time, y fue nombrada Artista del año de Time para 2021. Billboard también la nombró Mujer del Año en 2022. También recibió los honores de "Compositora del año" de Variety en 2021, y en los Premios ASCAP 2022 y 2024.